# Dennis Quaid
Dennis William Quaid (sinh ngày 9 tháng 4 năm 1954) là một nam diễn viên người Mỹ nổi danh với nhiều vai chính kịch và hài hước. Lần đầu được nhiều khán giả chú ý vào cuối những năm 1970, một số tác phẩm đáng chú ý của ông bao gồm Breaking Away (1979), The Right Stuff (1983), The Big Easy (1986), Innerspace (1987), Great Balls of Fire! (1989), Dragonheart (1996), The Parent Trap (1998), Frequency (2000), The Rookie (2002), In Good Company (2004), Yours, Mine & Ours (2005) và Vantage Point (2008).
Những bộ phim khác mà ông tham gia gồm Any Given Sunday (1999), Traffic (2000), The Alamo (2004), The Day After Tomorrow (2004), Flight of the Phoenix (2004), American Dreamz (2006), Battle for Terra (2007) ), GI Joe: Cuộc chiến Mãng xà (2009), Footloose (2011), Soul Surfer (2011), Beneath the Darkness (2012), Playing for Keeps (2012), Truth (2015), The Pretenders (2018), Trận chiến Midway (2019), The Intruder (2019), Blue Miracle (2021) và American Underdog (2021). Với vai diễn trong Far from Heaven (2002), ông đã giành giải thưởng của Hội phê bình phim New York cho nam diễn viên phụ xuất sắc nhất cùng một số giải thưởng khác. Năm 2009, tạp chí The Guardian vinh danh ông là một trong những diễn viên xuất sắc nhất chưa từng nhận được đề cử giải Oscar.

## Thân thế
Dennis William Quaid sinh ra ở Houston, Texas, là con trai của Juanita Bonnie Dale "Nita" (nhũ danh Jordan), một nhân viên bất động sản và William Rudy Quaid (21 tháng 11 năm 1923 - 8 tháng 2 năm 1987), một thợ điện. Quaid có tổ tiên là người Anh, Ireland, Scots-Ireland, và Cajun (Pháp). Thông qua cha mình, Quaid là họ hàng xa của nghệ sĩ cao bồi Gene Autry. Ông theo học trường tiểu học Paul W. Horn ở Bellaire và trường trung học Pershing ở Houston. Ông học tiếng Quan thoại và khiêu vũ tại trường trung học Bellaire ở Bellaire, Texas, và sau đó lên học tại Đại học Houston, dưới sự hướng dẫn của huấn luyện viên kịch nghệ Cecil Pickett, người từng giảng dạy tại trường trung học Bellaire và có con gái là nữ diễn viên Cindy Pickett. Ông lớn lên trong đức tin đạo Baptist. Dennis là em trai của nam diễn viên Randy Quaid.

## Sự nghiệp
Quaid bỏ học Đại học Houston trước khi tốt nghiệp và chuyển đến Hollywood để theo đuổi sự nghiệp diễn xuất. Ban đầu ông gặp khó khăn trong khâu tìm việc nhưng bắt đầu được chú ý khi xuất hiện trong Breaking Away (1979) và nhận được những đánh giá tốt cho vai phi hành gia Gordon Cooper trong The Right Stuff (1983).
Nổi danh với nụ cười nhe răng, Quaid đã xuất hiện trong cả hai vai hài hước lẫn chính kịch. Quaid đóng vai chính trong các bộ phim The Night the Lights Went Out in Georgia (1981), Jaws 3-D (1983), Dreamscape (1984), Enemy Mine (1985), Innerspace (1987) và The Big Easy (1987). Ông còn được khen ngợi nhờ hóa thân làm Jerry Lee Lewis trong Great Balls of Fire! (1989). Năm 1989, ông cũng xuất hiện trong video ca nhạc của Bonnie Raitt cho bài hát "Thing Called Love."
Sự nghiệp của Quaid sa sút vào đầu những năm 1990, sau khi ông vật lộn với chứng chán ăn tâm thần và giảm 40 pound để vào vai Doc Holliday mắc bệnh lao trong Wyatt Earp và hồi phục sau chứng nghiện cocaine.  Tuy nhiên, nam diễn viên tiếp tục nhận được những đánh giá tích cực trong nhiều bộ phim khác nhau. Quaid là khách mời trong tập 2 của Muppets Tonight (1997). Ông đóng vai chính trong bộ phim phiêu lưu Dragonheart năm 1996, phim làm lại The Parent Trap (1998) với vai cha của cặp song sinh và một quarterback bóng bầu dục chuyên nghiệp lớn tuổi trong Any Given Sunday (1999) của Oliver Stone. Năm 1998, ông làm đạo diễn đầu tay với Everything That Rises, một bộ phim điện ảnh truyền hình Viễn Tây mà ông cũng diễn luôn vai chính.
Một số bộ phim nữa mà Quaid đóng gồm Frequency (2000), Dinner with Friends (2001), The Rookie (2002), Far from Heaven (2002), Cold Creek Manor (2003), Flight of the Phoenix (2004), The Alamo (2004), In Good Company (2004), The Day After Tomorrow (2004), Yours, Mine & Ours (2005), Vantage Point (2008), Biệt đội G.I. Joe: Cuộc chiến Mãng xà (2009) và Pandorum (2009).
Năm 2019, ông thủ vai Phó đô đốc William 'Bull' Halsey trong Trận chiến Midway.

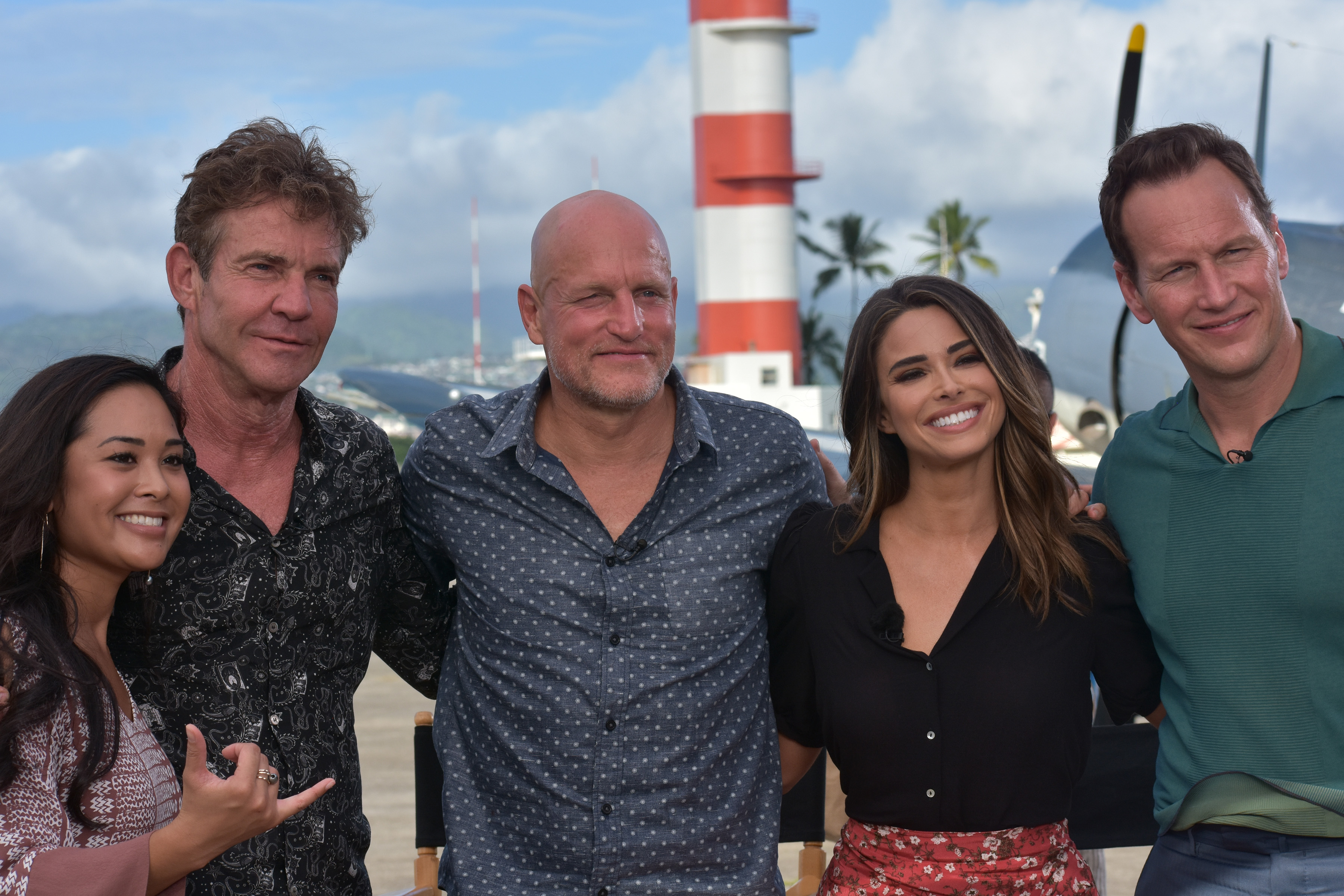
Quaid bên cạnh dàn diễn viên từ Trận chiến Midway năm 2019

Vào tháng 3 năm 2018, đạo diễn Sean McNamara xác nhận rằng Quaid sẽ hóa thân làm Tổng thống Ronald Reagan trong một bộ phim tiểu sử sắp tới, có tựa đề Reagan, đây sẽ là lần thứ hai Quaid đóng vai một tổng thống Hoa Kỳ. Bộ phim dự kiến sẽ được phát hành vào mùa hè năm 2019, tuy nhiên vẫn đang trong giai đoạn tiền kỳ và dự kiến bắt đầu ghi hình vào tháng 5 năm 2020, song đã bị hoãn lại do đại dịch COVID-19.

## Đời tư

### Mối quan hệ và con cái
Quaid đã kết hôn 4 lần và có ba người con.
Quaid gặp người vợ đầu tiên của mình, nữ diễn viên PJ Soles, trên phim trường Our Victory Season. Họ cưới nhau năm 1978 rồi ly dị năm 1983.
Ngày 14 tháng 2 năm 1991, Quaid kết hôn với nữ diễn viên Meg Ryan. Quaid và Ryan yêu nhau trong quá trình quay bộ phim thứ hai mà họ diễn chung là DOA. Quaid và Ryan có một con trai, Jack Henry Quaid (sinh ngày 24 tháng 4 năm 1992). Quaid và Ryan tuyên bố chia tay vào ngày 28 tháng 6 năm 2000, cho biết họ đã chia tay được sáu tuần trước đó. Vụ ly hôn của họ được hoàn tất vào tháng 7 năm 2001.
Quaid đã hẹn hò người mẫu Shanna Moakler từ tháng 2 năm 2001 đến tháng 10 năm 2001.
Quaid kết hôn với nhân viên bất động sản Texas Kimberly Buffington vào ngày 4 tháng 7 năm 2004, tại trang trại của anh ở Thung lũng Paradise, Montana.  Họ có một cặp song sinh khác trứng chào đời nhờ người mang thai hộ vào ngày 8 tháng 11 năm 2007, tại Santa Monica, California.
Vào ngày 18 tháng 11 năm 2007, nhân viên bệnh viện đã tiêm nhầm cho cặp song sinh 10 ngày tuổi của Quaid một liều heparin (thuốc chống đông) gấp 1.000 lần liều thông thường cho trẻ sơ sinh. Dù cặp bé đã bình phục, nhưng Quaid đã đệ đơn kiện nhà sản xuất thuốc Baxter Healthcare, cho rằng bao bì của hai liều heparin không đủ khác biệt. Tháng 5 năm 2008, Quaids làm chứng trước Ủy ban Giám sát và Cải cách Chính phủ của Hạ viện Hoa Kỳ, yêu cầu Quốc hội Hoa Kỳ không tước quyền kiện các nhà sản xuất thuốc vì sơ suất theo luật tiểu bang. Sự cố này biến Quaid trở thành người ủng hộ sự an toàn của bệnh nhân, ông làm người dẫn chuyện cho một bộ phim tài liệu dài tập về các lỗi y tế có thể phòng ngừa được phát sóng trên kênh Discovery cũng như là đồng tác giả một bài báo trên tạp chí y khoa nhắc đến ảnh hưởng tích cực của những câu chuyện về bệnh nhân trong việc thúc đẩy sự thay đổi trong chăm sóc sức khỏe. Phim tài liệu đầu tiên, Chasing Zero: Victory the War on Healthcare Harm, được phát sóng trên kênh Discovery vào năm 2010, và phim tài liệu thứ hai, Surfing the Healthcare Tsunami: Bring Your Best Board, được phát sóng trên kênh Discovery vào năm 2012.
Buffington đệ đơn ly hôn Quaid vào tháng 3 năm 2012. Sau đó luật sư của Buffington rút đơn ly hôn vào ngày 26 tháng 4 năm 2012. Hè năm 2012, Quaid và Buffington chuyển đến California. Tháng 10 năm 2012, Quaid và Buffington lại quyết định ly thân, riêng Buffington đệ đơn ly thân hợp pháp, đòi quyền nuôi con chung theo luật và chỉ mình cô nuôi thể chất của cặp song sinh. Sau khi chờ đợi để thiết lập 6 tháng cư trú bắt buộc ở California, Quaid đệ đơn ly hôn vào ngày 30 tháng 11 năm 2012, yêu cầu quyền nuôi con chung cả về mặt pháp lý lẫn thể chất của các con và đề nghị trả tiền hỗ trợ nuôi con cho Buffington. Sau đó, cặp đôi hòa giải và vụ ly hôn bị hủy bỏ vào tháng 9 năm 2013. Ngày 28 tháng 6 năm 2016, cặp đôi tuyên bố chung rằng họ sẽ ly hôn, với Buffington yêu cầu được toàn quyền nuôi con về mặt thể chất và nuôi con chung theo luật. Vụ ly hôn được hoàn tất vào ngày 27 tháng 4 năm 2018.
Sau khi chia tay Buffington, Quaid hẹn hò với người mẫu Santa Auzina từ tháng 7 năm 2016 đến năm 2019.
Ngày 21 tháng 10 năm 2019, Quaid xác nhận đính hôn với Laura Savoie. Sau khi hoãn ngày cưới ban đầu do đại dịch COVID-19, họ kết hôn vào ngày 2 tháng 6 năm 2020 tại Santa Barbara.

### Tôn giáo
Quaid là một tín đồ Cơ đốc, ông đã sáng tác bài hát Cơ đốc "On My Way to Heaven" dành tặng cho mẹ của mình và đưa vào bộ phim I Can Only Imagine mà ông thủ diễn.

### Sở thích
Ngoài diễn xuất, Quaid còn là một nhạc sĩ và diễn cùng ban nhạc Sharks của mình. Ông đã sáng tác và thể hiện bài hát "Closer to You" trong phim The Big Easy (1987). Quaid cũng có bằng phi công và sở hữu một chiếc Cessna Citation. Ông cũng là một vận động viên chơi gôn một điểm chấp, và vào năm 2005, ông được tạp chí Golf Digest vinh danh là vận động viên chơi gôn hàng đầu trong "làng Hollywood".
Quaid là một người hâm mộ của đội Houston Astros, và sau mùa giải giành chức vô địch Giải quốc gia năm 2005 của đội, ông đã tường thuật buổi phát hành đĩa DVD kỷ niệm của họ. Sau khi quay phim The Express: The Ernie Davis Story, Quaid đã đến sân vận động Cleveland Browns để dự lễ tưởng niệm áo thi đấu của Davis.
Quaid bắt đầu phát podcast vào năm 2020. Ông bắt đầu với loạt The Pet Show with Dennis Quaid and Jimmy Jellinek. Tập đầu tiên của podcast được công chiếu vào ngày 10 tháng 7 năm 2020. Trong podcast đó, ông nghe đến một con mèo ở Lynchburg, Virginia cũng tên là Dennis Quaid. Ông nhận nuôi con mèo và đưa nó đến California để sống tại phòng thu âm của mình.

### Quan điểm chính trị
Trong một cuộc phỏng vấn năm 2018 với tờ New York Post, Quaid cho biết ông là một cử tri độc lập và đã bỏ phiếu cho cả ứng cử viên Đảng Dân chủ và Đảng Cộng hòa, cho biết ông không coi mình là người tuân theo bất kỳ hệ tư tưởng cụ thể nào; mặc dù ông chia sẻ rằng Ronald Reagan là tổng thống Hoa Kỳ yêu thích của đời mình. Tháng 4 năm 2020, trong đại dịch COVID-19, Quaid cho rằng Tổng thống Donald Trump đang xử lý tốt đại dịch. Sau đó, ông ghi lại cuộc phỏng vấn với chuyên gia bệnh truyền nhiễm Anthony Fauci như một phần của chiến dịch quảng cáo của Bộ Y tế và Dịch vụ Nhân sinh nhằm "dập tắt nỗi tuyệt vọng" xung quanh COVID-19.

## Danh sách phim

### Điện ảnh
| Năm  | Tựa phim                                 | Vai diễn                           | Ghi chú                            | Chú thích |
| ---- | ---------------------------------------- | ---------------------------------- | ---------------------------------- | --------- |
| 1975 | Crazy Mama                               | Bellhop                            | Không đề tên                       |           |
| 1977 | I Never Promised You a Rose Garden       | Shark, Baseball Pitcher            |                                    |           |
| 1977 | September 30, 1955                       | Frank                              |                                    |           |
| 1978 | Our Winning Season                       | Paul Morelli                       |                                    |           |
| 1978 | The Seniors                              | Alan                               |                                    |           |
| 1979 | Breaking Away                            | Mike                               |                                    |           |
| 1980 | The Long Riders                          | Ed Miller                          |                                    |           |
| 1980 | Gorp                                     | Mad Grossman                       |                                    |           |
| 1981 | All Night Long                           | Freddie Dupler                     |                                    |           |
| 1981 | Caveman                                  | Lar                                |                                    |           |
| 1981 | The Night the Lights Went Out in Georgia | Travis Child                       |                                    |           |
| 1981 | Stripes                                  | Extra at Graduation Ceremony       | Uncredited                         | [ 46 ]    |
| 1983 | Tough Enough                             | Art Long                           |                                    |           |
| 1983 | Jaws 3-D                                 | Michael "Mike" Brody               |                                    |           |
| 1983 | The Right Stuff                          | Gordon Cooper                      |                                    |           |
| 1984 | Dreamscape                               | Alex Gardner                       |                                    |           |
| 1985 | Enemy Mine                               | Willis Davidge                     |                                    |           |
| 1987 | The Big Easy                             | Det. Lt. Remy McSwain              |                                    |           |
| 1987 | Innerspace                               | Lt. Tuck Pendleton                 |                                    |           |
| 1987 | Suspect                                  | Eddie Sanger                       |                                    |           |
| 1988 | D.O.A.                                   | Dexter Cornell                     |                                    |           |
| 1988 | Everybody's All-American                 | Gavin Grey                         |                                    |           |
| 1989 | Great Balls of Fire!                     | Jerry Lee Lewis                    |                                    |           |
| 1990 | Come See the Paradise                    | Jack McGurn                        |                                    |           |
| 1990 | Postcards from the Edge                  | Jack Faulkner                      |                                    |           |
| 1993 | Wilder Napalm                            | Wallace Foudroyant/Biff the Clown  |                                    |           |
| 1993 | Undercover Blues                         | Jefferson "Jeff" Blue              |                                    |           |
| 1993 | Flesh and Bone                           | Arlis Sweeney                      |                                    |           |
| 1994 | A Century of Cinema                      | Himself                            | Documentary                        |           |
| 1994 | Wyatt Earp                               | Doc Holliday                       |                                    |           |
| 1995 | Something to Talk About                  | Eddie Bichon                       |                                    |           |
| 1996 | Dragonheart                              | Bowen                              |                                    |           |
| 1997 | Gang Related                             | Joe Doe/William                    |                                    |           |
| 1997 | Switchback                               | Frank LaCrosse                     |                                    |           |
| 1998 | The Parent Trap                          | Nicholas "Nick" Parker             |                                    |           |
| 1998 | Savior                                   | Joshua Rose/Guy                    |                                    |           |
| 1998 | Playing by Heart                         | Hugh                               |                                    |           |
| 1999 | Any Given Sunday                         | Jack "Cap" Rooney                  |                                    |           |
| 2000 | Frequency                                | Frank Sullivan                     |                                    |           |
| 2000 | Traffic                                  | Arnie Metzger                      |                                    |           |
| 2002 | The Rookie                               | Jim Morris                         |                                    |           |
| 2002 | Far from Heaven                          | Frank Whitaker                     |                                    |           |
| 2003 | Cold Creek Manor                         | Cooper Tilson                      |                                    |           |
| 2004 | The Alamo                                | Sam Houston                        |                                    |           |
| 2004 | The Day After Tomorrow                   | Jack Hall                          |                                    |           |
| 2004 | In Good Company                          | Dan Foreman                        |                                    |           |
| 2004 | Flight of the Phoenix                    | Frank Towns                        |                                    |           |
| 2005 | Yours, Mine &amp; Ours                   | Rear Admiral Frank Beardsley, USCG |                                    |           |
| 2006 | American Dreamz                          | President Joseph Staton            |                                    |           |
| 2007 | Battle for Terra                         | Roven                              | Voice role                         |           |
| 2008 | Vantage Point                            | Thomas Barnes                      |                                    |           |
| 2008 | Smart People                             | Lawrence Wetherhold                |                                    |           |
| 2008 | The Express: The Ernie Davis Story       | Ben Schwartzwalder                 |                                    |           |
| 2009 | Horsemen                                 | Aidan Breslin                      |                                    |           |
| 2009 | Biệt đội G.I. Joe: Cuộc chiến Mãng xà    | Tướng Clayton M. Abernathy / Hawk  |                                    |           |
| 2009 | Pandorum                                 | Payton                             |                                    |           |
| 2010 | Ác thần                                  | Bob Hanson                         |                                    |           |
| 2011 | Soul Surfer                              | Tom Hamilton                       |                                    |           |
| 2011 | Footloose                                | Rev. Shaw Moore                    |                                    |           |
| 2012 | Beneath the Darkness                     | Vaughn Ely                         |                                    |           |
| 2012 | What to Expect When You're Expecting     | Ramsey                             |                                    |           |
| 2012 | The Words                                | Clay Hammond                       |                                    |           |
| 2012 | Playing for Keeps                        | Carl King                          |                                    |           |
| 2012 | At Any Price                             | Henry Whipple                      |                                    |           |
| 2013 | Movie 43                                 | Charlie Wessler                    | Pha: "The Pitch"                   |           |
| 2015 | Truth                                    | Col. Roger Charles                 |                                    |           |
| 2017 | A Dog's Purpose                          | Adult Ethan Montgomery             |                                    |           |
| 2018 | I Can Only Imagine                       | Arthur Millard                     |                                    |           |
| 2018 | Kin                                      | Hal Solinski                       |                                    |           |
| 2018 | The Pretenders                           | Joe                                |                                    |           |
| 2019 | The Intruder                             | Charlie Peck                       |                                    |           |
| 2019 | A Dog's Journey                          | Ethan Montgomery                   |                                    | [ 47 ]    |
| 2019 | Midway                                   | Vice Admiral William "Bull" Halsey |                                    |           |
| 2021 | Born a Champion                          | Mason                              |                                    |           |
| 2021 | Blue Miracle                             | Captain Wade Malloy                |                                    |           |
| 2021 | American Underdog                        | Dick Vermeil                       |                                    |           |
| 2022 | The Tiger Rising                         | Beauchamp                          |                                    |           |
| 2022 | Strange World                            | Jaeger Clade                       | Lồng tiếng                         | [ 48 ]    |
| 2023 | On a Wing and a Prayer                   | Doug White                         | Đã hoàn tất                        | [ 49 ]    |
| 2023 | Reagan                                   | Tổng thống Ronald Reagan           | Hậu kỳ                             | [ 50 ]    |
| 2023 | The Hill                                 | James Hill                         | phát hành đại chúng vào 18 tháng 8 | [ 51 ]    |
| 2024 | Thần dược                                | Harvey                             |                                    |           |

### Truyền hình
| Năm       | Tựa phim                                         | Vai diễn             | Ghi chú                                  | Chú thích |
| --------- | ------------------------------------------------ | -------------------- | ---------------------------------------- | --------- |
| 1977      | Baretta                                          | Scott Martin         | Tập: "The Sky Is Falling"                |           |
| 1978      | Are You in the House Alone?                      | Phil Lawver          | Television film                          |           |
| 1979      | Amateur Night at the Dixie Bar and Grill         | Roy                  | Television film                          |           |
| 1981      | Bill                                             | Barry Morrow         | Television film                          |           |
| 1982      | Johnny Belinda                                   | Kyle Hager           | Television film                          |           |
| 1983      | Bill: On His Own                                 | Barry Morrow         | Television film                          |           |
| 1998      | Everything that Rises                            | Jim Clay             | Phim điện ảnh truyền hình, kiêm đạo diễn | [ 9 ]     |
| 2001      | Dinner with Friends                              | Gabe                 | Phim điện ảnh truyền hình                |           |
| 2007      | Malcolm in the Middle                            | Jogger               | Tập: "Malcolm Holds His Tongue"          |           |
| 2009      | SpongeBob SquarePants                            | Grandpa Redbeard     | Lồng tiếng; Tập: "Grandpappy the Pirate" |           |
| 2010      | The Special Relationship                         | Bill Clinton         | Phim điện ảnh truyền hình                |           |
| 2010      | Chasing Zero: Winning the War on Healthcare Harm | Kể chuyện/chính mình | Phim tài liệu                            |           |
| 2012–2013 | Vegas                                            | Sheriff Ralph Lamb   | 21 tập; kiêm giám đốc sản xuất           |           |
| 2015      | Inside Amy Schumer                               | Giám khảo            | 2 tập                                    |           |
| 2015      | Drunk History                                    | Lucky Luciano        | Tập: "Las Vegas"                         |           |
| 2015–2016 | The Art of More                                  | Samuel Brukner       | 20 tập                                   |           |
| 2017      | Workaholics                                      | Ted Murphy           | Tập: "Weed the People"                   |           |
| 2017      | Fortitude                                        | Michael Lennox       | 10 tập                                   |           |
| 2019      | Goliath                                          | Wade Blackwood       | Loạt phim gốc của Amazon, mùa 3          |           |
| 2019      | Merry Happy Whatever                             | Don Quinn            | Vai chính                                |           |
| TBA       | Bass Reeves                                      | Sherrill Lynn        | Vai chính                                |           |